# Moskauer Pestrevolte

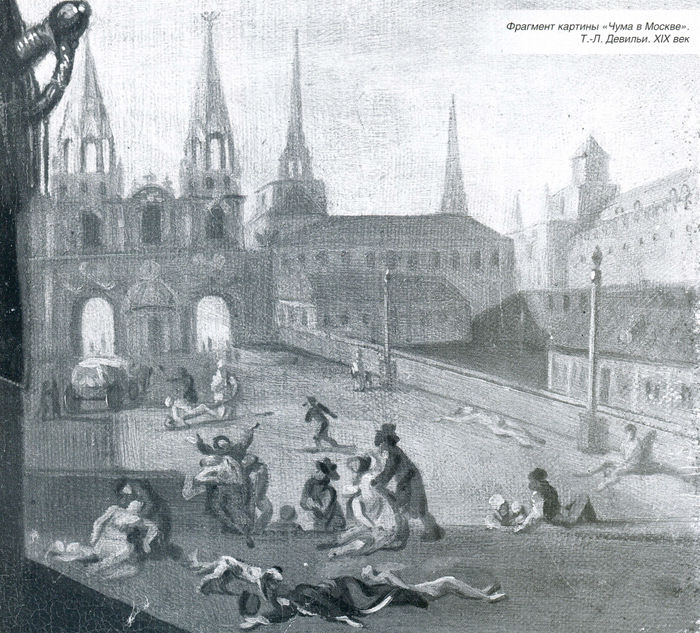
Ausschnitt von „Pest in Moskau“ von T. L. Devili (1818–1886)

Die Moskauer Pestrevolte (russisch Чумной бунт) entbrannte im Jahr 1771 als Aufstand der Bevölkerung gegen Kirche, Staat und Mediziner. Auslöser war eine Pestwelle, durch die Moskau die Hälfte seiner Bevölkerung verlor. Die Armee unter der Leitung von Grigori Orlow schlug den Aufstand nieder. Administrative und gesundheitliche Reformen eliminierten die Pest.

## Nährboden
Der gesellschaftliche Nährboden, auf dem die Revolte entstand, war von Gegensätzen geprägt. In der Gesellschaft und der Kirche klaffte eine große Lücke zwischen einer gebildeten Oberschicht und einer abergläubischen Unterschicht. Die Gebildeten wussten beispielsweise um die Fortschritte westlicher Medizin, die anderen vertrauten auf ihren Glauben und die göttliche Ordnung.
Peter der Große hatte 1721 das „Kirchliche Reglement“ erlassen. Dadurch war die Kirche in die Rolle einer vom Staat abhängigen Kontrollinstanz gezwungen. Das führte zu Unzufriedenheit der Bevölkerung gegenüber der Kirche und auch innerhalb der kirchlichen Hierarchien. Eine wichtige Rolle sollte der „Oberprokurator des Heiligen Synod“ (Patriarch) Amwrossi (Ambrosius) spielen, der bei Volk und Kirche unbeliebt war. Er versuchte seit 1768 die überzähligen und unautorisierten Geistlichen aus Moskau zu vertreiben.

## Verbreitung der Pest
Das russische Heer schleppte die Beulenpest aus Südosteuropa ein und verbreitete sie in den Jahren 1770 und 1771 im Russischen Reich. Allein die Feldarmee Rumjanzews verlor bis Mitte 1770 mehr als 11.000 Soldaten. Die russische Kaiserin Katharina II. ließ die Quarantänemaßnahmen durch die „Charta der Grenz- und Hafen Quarantäne“ ausbauen. Die Maßnahmen griffen, so dass Seuchen selten ins Landesinnere vordrangen, also auch nicht nach Moskau. Doch dieser Ausbruch erreichte im August 1770 Brjansk und kurze Zeit später die 380 km entfernte Großstadt Moskau.

### Ausbruch in Moskau
Im November 1770 brach in einem Soldatenkrankenhaus außerhalb Moskaus vermeintliches Fleckfieber aus, welches sich im Nachhinein als Pest herausstellen sollte. Da dieser Ausbruch verebbte, wurden auch keine weiteren Maßnahmen eingeleitet. Im selben Monat kam es in einer Textilfabrik einer Vorstadt zu weiteren Todesfällen. Diese Opfer wurden heimlich in der Fabrik verscharrt. Kaiserin Katharina II. spottete zunächst über die Seuchengerüchte. Die vermeintliche Gewissheit, dass die Pest niemals Moskau erreichen könne, trug dazu bei, dass den ersten Anzeichen nicht genügend Aufmerksamkeit geschenkt wurde. Als die ersten 27 Pestopfer im Krankenhaus starben, wurde dem vorstehenden Arzt, Afanassi Filimonowitsch Schafonski, unterstellt, Panik zu schüren. Im April 1771 starben circa 400 Menschen, im gesamten Frühjahr im Moskauer Tuchhofe mehrere Tausend. Mittlerweile war die Krankheit als Pest diagnostiziert und auch von der Kaiserin als solche anerkannt. Auch dieses Mal schien die Epidemie wieder zu verebben, bis zum Juni 1771.

### Schutzmaßnahmen
Der Koordinator der öffentlichen Gesundheitspolitik war Pjotr Jeropkin. Kaiserin Katharina forderte eine 30 km Sperrzone um Moskau, aber Jeropkin und Pjotr Saltykow verhinderten das, weil sie eine Hungersnot befürchteten. Der Lumpenhandel wurde verboten, öffentliche Bäder geschlossen und ein allgemeines Versammlungsverbot erlassen. Jeropkin wollte eine Panik vermeiden. Er ließ Infizierte nachts ins Krankenhaus transportieren oder stellte sie in ihren Häusern in Quarantäne. Das heimliche Vorgehen schürte die Gerüchteküche, so dass Kranke ihre Symptome verbargen und Verstorbene versteckt wurden. Die Regierung verbot Bestattungen innerhalb der Stadtgrenzen, was die Bevölkerung sehr erzürnte. Die Verstorbenen hatten ein Recht auf einen Platz in geweihter Erde, auf den Friedhöfen der Kirchen der Stadt. Nur „Unreine“, die kein christliches Leben geführt hatten, wurden bisher außerhalb der Stadt begraben. Mit der Unterstützung von Erzbischof Amwrossi bemühte sich Jeropkin, die Gefahr von Menschenansammlungen zu vermitteln. Leichenzüge und Bittprozessionen wurden verboten, die Bestattungsriten stark eingeschränkt. In den Augen des Volkes wurden die Verstorbenen dadurch in ihrer Würde verletzt. Den Hinterbliebenen wurden die tröstenden Riten genommen.

### Medizinisches Vorgehen
Im Juni 1771 wurde das erste Pestspital im Nikolaus-Kloster an der Ugrescha (russisch Николо-Угрешский монастырь) eingerichtet. Die Mönche wurden in andere Klöster gebracht. Zuerst hatte dieses Krankenhaus 20 Kranke, kurz darauf hatte sich ihre Zahl verzehnfacht. Im nächsten Monat wurde ein Krankenhaus näher am Zentrum notwendig. Dafür wurde das Simonow-Kloster eingerichtet, in dem 2000 Betten Platz fanden. Für das nächste Spital wurde das Danilow-Kloster verwendet. Insgesamt wurden offenbar vier Krankenhäuser eingerichtet, „an jeder Ecke der Stadt eines“. In den Krankenhäusern wurden die Kranken je nach Schweregrad der Erkrankung in getrennten Bereichen untergebracht. Die Mediziner waren sich einig, dass die Pest nur durch Berührung übertragbar sei. Zur Desinfektion wurde frisches Wasser mit Weinessig empfohlen. Pfleger sollten Handschuhe und zusätzliche Kleidung tragen, die anschließend ausgekocht werden müsste. Erkrankte Menschen sollten im Bett möglichst stark schwitzen. Nach dem Tod eines Pestkranken müssten all seine Kleider verbrannt werden.

### Vergeblichkeit
Die Gegenmaßnahmen wirkten nicht. Von Juni bis September 1771 breitete sich die Seuche über jene Stadtbezirke aus, in denen sich Textilbetriebe befanden. Im August 1771 starben 600 Menschen täglich, zum Höhepunkt der Seuche waren es über eintausend täglich. Die meisten Toten wurden im September 1771 verzeichnet, mehr als 20.000. Im Oktober 1771 waren es fast 18.000.
Die Polizei hatte weder Menschen noch Fahrzeuge zum Transport von Kranken und Toten. Die Leichen lagen häufig drei bis vier Tage in den Häusern oder auf den Straßen. Die Polizei zog Strafgefangene heran, um Leichen zu entsorgen. Die Sträflinge wurden mit geteerten Kleidern ausgestattet, in denen Löcher für Augen und Münder ausgespart waren. Sie brachen in Häuser ein und schleppten mit Eisenhaken die Toten auf Karren. Auf den Friedhöfen wurden sie in Massengräbern ohne religiöse Riten bestattet.
Am 8. September 1771 wendete sich Kaiserin Katharina in einem Manifest an das Volk. Sie beschwerte sich darüber, dass die Vorsorgemaßnahmen nicht eingehalten würden. Handlungen wie das Verstecken von Kranken oder das Abladen von Toten auf den Straßen „dürfen nicht ohne strenge Bestrafung bleiben […] Jeder unterwerfe sich friedlich und ohne Aufruhr und gehorsam der Regierung, jetzt und in Zukunft.“ (Katharina die Große: Europa in der frühen Neuzeit)

### Stadtflucht
Im August 1771 hatte der Großteil des Adels die Stadt verlassen und damit die meisten leitenden Beamten. Zahlreiche Behörden wurden geschlossen, ebenso Fabriken, Truppen der Garnison wurden aufs Land versetzt. Anfang September floh die Mittelschicht. Zurück blieben die Reste von Verwaltung und Militär, die Geistlichen, die Ärzteschaft und Fabrikarbeiter. Solange Generalfeldmarschall Graf Pjotr Semjonowitsch Saltykow in der Stadt war, konnte die öffentliche Ordnung aufrechterhalten werden, Stadttore und die Quarantäneeinrichtungen wurden überwacht. Als Gouverneur Saltykow um sein Leben fürchtete, floh er auf seinen Landsitz; wenige Tage später sollte es zur Revolte kommen. Polizei, Gesundheitsaufsicht und Verwaltung waren kopflos, das Bestattungswesen verkam. Faktisches Stadtoberhaupt war nun Jeropkin.
Da Moskau nicht vorsorglich abgeriegelt wurde, breitete sich die Pest bis ins Innere Russlands aus. Neben Moskau traf es Kiew und Nieszin am schlimmsten. Nach Schätzungen fielen ihr insgesamt 120.000 Menschen zum Opfer, nach anderer Quelle waren es über 133.000 Opfer. Die Bekämpfung der Pest allein in Moskau kostete die Kaiserin schätzungsweise 400.000 Rubel.

## Revolte

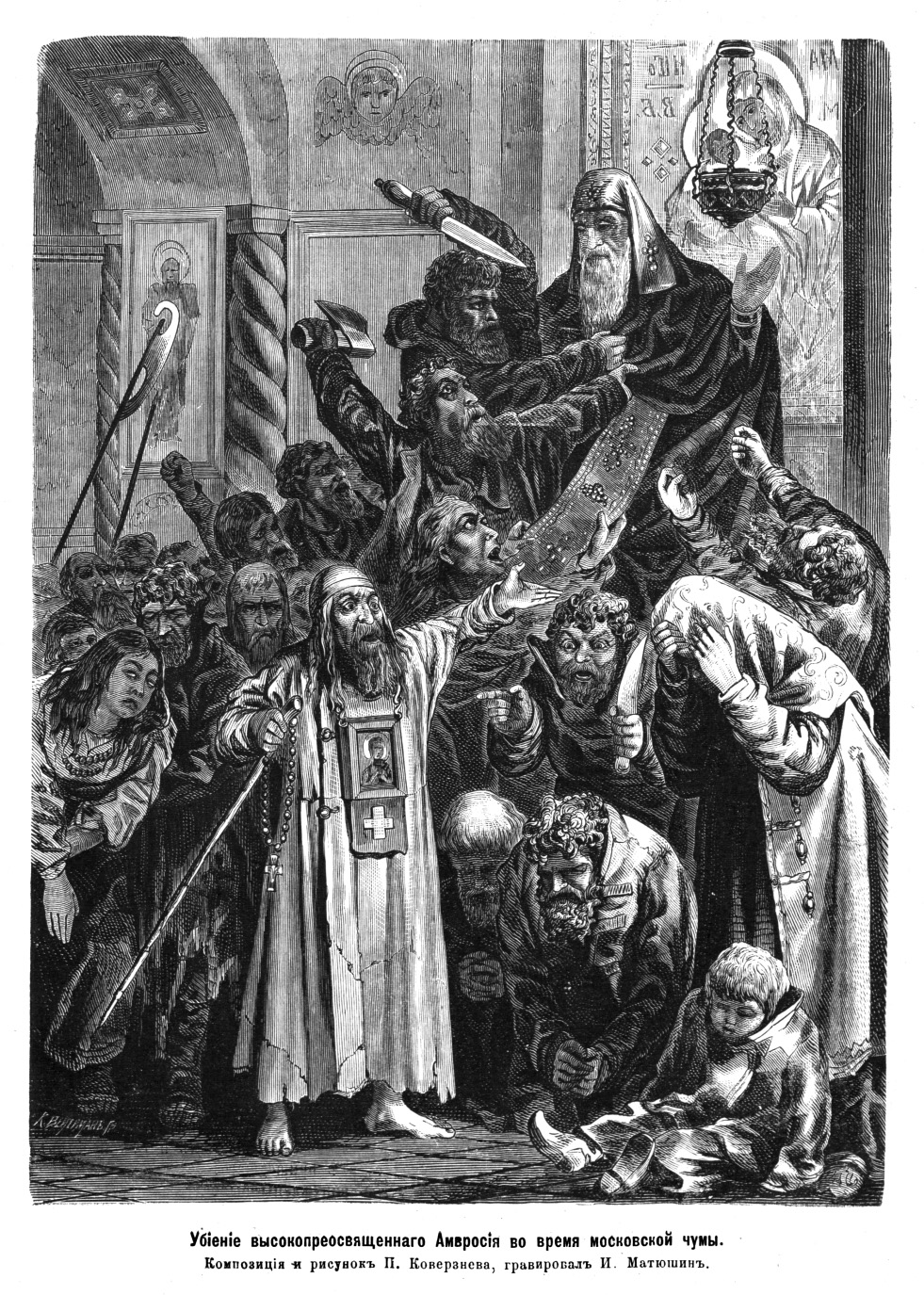
„Die Ermordung von Erzbischof Ambrosius während der Moskauer Pestrevolte 1771“ (1872) von Pjotr Jefimowitsch Kowersnew

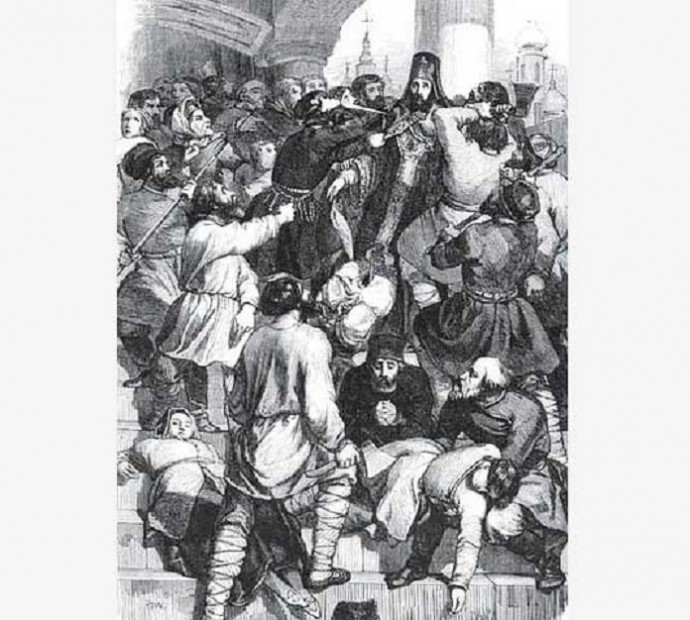
„Moscow plague riot of 1771 – The murder of Archbishop Ambrosius“ (1845) von Charles Michel Geoffroy

Hinsichtlich der Aufschlüsselung der am Aufstand beteiligten Bevölkerungsschichten machen die Quellen widersprüchliche Angaben. Gesichert scheint, dass die Aufständischen aus allen Schichten stammten, von leibeigenen Dienern über Kaufleute und Soldaten bis hin zu (meist niedrigen) Geistlichen.

### Vorspiel
Schon im Vorfeld der eigentlichen Revolte gab es Unruhen in der Bevölkerung. Den Ärzten wurde vorgeworfen, dass sie die Kranken in den Krankenhäusern willkürlich umkommen ließen, gar vergifteten. Am 29. August 1771 entkam der Arzt Schafonski im Krankenhaus des Stadtteils Lefortowo nur knapp dem Lynchmord. Am 1. September 1771 vertrieb ein aufgebrachter Mob militärische Truppen, in deren Schutz Habseligkeiten von Pestopfern verbrannt werden sollten. Das Schließen der Geschäfte von Lumpenhändlern führte am selben Tag auf dem Roten Platz zu Krawallen. Autorisierte und nicht autorisierte Popen hielten trotz Ansteckungsgefahr Bittprozessionen ab. Sie empfahlen die Verehrung wundertätiger Heiliger, einschließlich Geldspenden. Der Erzbischof Amwrossi hatte das Aufbegehren der Armen verurteilt und dadurch die Rebellion angefacht. Obschon Saltykow am 15. September 1771 in die Stadt zurückkehrte, konnte er den Beginn der Revolte am selben Abend nicht aufhalten.

### Auslöser
Ein organisiertes Vorgehen der Aufständischen kann aus Quellen nicht nachgewiesen werden. Es wurde das Gerücht verbreitet, dass die Ikone der Gottesmutter am Barbara-Tor von Kitai-Gorod Heilung verspräche, wenn man sie ausreichend verehre. Die Menschenmengen, die sich dort ansammelten, trugen zur Verbreitung der Infektion bei. Von der Kirche nicht anerkannte Geistliche hielten vor Ort Gottesdienste ab und sammelten Geld. Jeropkin und der Erzbischof gaben den Befehl, die Ikone zu entfernen. Das beschreibt einen Wendepunkt in den Praktiken der Kirche. Amwrossi stellte den Glauben an wundertätige Ikonen hinter das gesundheitliche Gemeinwohl. Rationalistische Einflüsse sind sichtbar. In den Augen der Bevölkerung kam Amwrossi damit vom wahren Glauben ab. Ihm wurde ein Bund mit dunklen Mächten nachgesagt, zumal in dem ihm unterstellten Waisenhaus kein einziger Pesttoter zu verzeichnen war.
Die Truhe mit den Spenden für die Ikone sollte ein Siegel des Konsistoriums erhalten. So entstand das Gerücht, Amwrossi wolle die wundersame Ikone bestehlen und rauben. Das Volk hatte mit diesem Vorgehen gerechnet und war am 15. September 1771 besonders zahlreich erschienen. Der für die Vorhaben entsandte Schreiber konnte nicht vor der aufgebrachten Menge beschützt werden. Aufständische läuteten im Sturmgeläutturm am Kreml die Glocke, wodurch nach und nach die Glocken anderer Kirchen geläutet wurden, was die ganze Stadt alarmierte. Es kam zu Plünderungen von wohlhabenden Häusern. Am helllichten Tag wurden Morde und Raubüberfälle begangen.
Das Läuten der Glocke im Sturmgeläutturm in diesen Tagen sollte übrigens das letzte Mal in der Geschichte sein. Nach den Aufständen ließ Katharina die Große nämlich den Klöppel der Glocke entfernen, 1803 wurde die Glocke selbst entfernt. Damit nahm sie der Moskauer Bevölkerung symbolisch das Recht, sich zur Verteidigung ihrer gemeinsamen Interessen zu versammeln. Die Glocke ist heute in der Staatlichen Rüstkammer des Kreml ausgestellt.

### Tötung des Erzbischofs
Die erzürnten Bürger bewaffneten sich mit Keulen, Äxten und Steinen und zogen zum Tschudow-Kloster, um den vermeintlichen Übeltäter Erzbischof Amwrossi zu lynchen. Der Mob zerstörte Amwrossis Gemächer, plünderte religiöse Gegenstände und verwüstete den Weinkeller. Der Geistliche war bereits ins Donskoi-Kloster geflohen. Dort wurde ein Gottesdienst abgehalten, als die Meute eintraf. Die circa 200 wütenden Bürger warteten dessen Beendigung ab. Anschließend zerstörten sie den Chor. Sie fanden den versteckten Erzbischof und gestatteten ihm eine letzte rituelle Geste. Anschließend zerrten sie ihn aus der Kirche und prügelten ihn zu Tode. Der entscheidende Schlag wurde von einem Kirchendiener getan. Das Vorgehen zeigt, dass die Aufständischen nicht in blinder Wut, sondern gottesfürchtig handelten. In ihren Augen diente ihr Tun dem Wiederherstellen der göttlichen Ordnung. Die Tötung war für sie eine legale, durch alte Traditionen sanktionierte, Hinrichtung.
Kaiserin Katharina schilderte im Oktober 1771 in einem Brief an den französischen Philosophen Voltaire dieses Ereignis folgendermaßen: Der Erzbischof habe ein Heiligenbild entfernen und an einen weitläufigeren Ort bringen wollen. Beim Transport der Geldspenden wurde ihm unterstellt, er wolle „den Schatz der Jungfrau“ stehlen. Unruhen kamen auf, der Kreml wurde erstürmt, Klöster aufgebrochen und geplündert und schließlich auch „der ehrwürdige Greis“ ermordet. Katharina II. erwähnte Voltaire gegenüber übrigens nicht, dass es sich um die Pest handelte. So antwortete dieser ihr später: „Ich danke der Natur, daß die Epidemie in Moskau nicht die Pest ist.“ (Voltaire: Europa in der frühen Neuzeit)

### Revolte gegen Ärzte
Die Revolte richtete sich nicht nur gegen die Regierung und Kirchenhäupter, auch gegen Ärzte und Apotheker. Ein beträchtlicher Teil der Ärzte stammte aus westeuropäischen Ländern. Vom 16. September 1771 wird berichtet: „Der Pöbel empörte sich wider alle Ärzte und Wundärzte“. Es hieß, die Ärzte hätten die Pest verursacht und die Anordnung gegeben, das Heiligenbild entfernen zu lassen. Die Bevölkerung glaubte, dass die Pest eine Strafe von Gott sei, der mehr verehrt werden möchte. Die Maßnahmen der Ärzte erschienen wie Gotteslästerung, besonders die Regeln, die in die Bestattungstraditionen eingriffen. Es kam zur gewaltsamen Befreiung von Pestkranken, die interniert worden waren. Mehrere Ärzte flohen aus der Stadt.

### Revolte am Kreml
Die aus Sicht der Administration bedrohlichste Situation ereignete sich am Abend des 17. September 1771 auf dem Roten Platz. Ihr ging ein erneutes Läuten der Sturmglocke voraus, mutmaßlich als Zeichen zum Angriff. Eine Gruppe von rund 130 Soldaten wurde von Bürgern mit Steinen und Stöcken angegriffen. Aufständische versuchten in den Kreml einzudringen. Sie wollten den Lobnoje mesto erreichen, jenen Platz, auf dem offizielle Proklamationen gemacht und Hinrichtungen durchgeführt wurden. Dieses Ziel zeigt, dass die Aufständischen ihre Aktionen für legitim hielten. Doch der Durchbruch zum Platz war vergeblich. Sie verlangten die Auslieferung von Jeropkin, ebenfalls vergeblich. Sie versprachen sich durch Jeropkins Tod die Wiederherstellung der „guten alten Ordnung“. Auch diesen Plan hielten sie für legitim. Sie fühlten sich im Recht und hatten die Erwartungshaltung, dass ihnen von Katharina II der Aufstand vergeben werde.
Einige versuchten mit den Soldaten über einen Katalog von Forderungen zu verhandeln. Die Forderungen beinhalteten unter anderem die Abschaffung von Quarantäneeinrichtungen, die Erlaubnis von Bestattungen auf den städtischen Friedhöfen, das Abschieben aller Ärzte aus der Stadt und das Unterlassen von Leichenabtransporten mithilfe von Eisenhaken. Schließlich eröffneten die Truppen mit Kanonen und Gewehren das Feuer. Die Verwundeten rettend, zog die Menge sich zurück. Es kam zu rund 100 Toten und 200 bis 300 Verhaftungen, unter ihnen die Verhandlungsführer.

## Beendigung
Nach drei Tagen ebbte die Revolte ab. Deshalb heißt es in einer Quelle, der Aufstand habe bloß drei Tage gedauert. Doch kam es weiterhin zu einigen gewalttätigen Zwischenfällen. In der damaligen Hauptstadt St. Petersburg sah man sich zum Handeln gezwungen, da man sich Sorgen machte, Moskau könnte aussterben. Die Zahl der Opfer hatte 100.000 überschritten – fast die Hälfte der damaligen Bevölkerung der Großstadt. Auf Geheiß von Katarina II. rückte Graf Grigori Orlow am 26. September 1771 aus St. Petersburg an. Er wurde von einem großen Stab an Ärzten und vier Regimentern begleitet. Er verfolgte drei Ziele: Die am Aufstand Beteiligten ausfindig machen, das System der Pestbekämpfung reorganisieren und die unzufriedene Bevölkerung beruhigen. Durch den Militäreinsatz wurde die Pestrevolte endgültig beendet. Die öffentliche Ordnung wurde wieder hergestellt. Vier der Rädelsführer wurden gehängt, 150 Beteiligte wurden öffentlich ausgepeitscht. In Erinnerung an die Leistung von Graf Grigori Orlow ließ Katharina II eine Ehrenmedaille erstellen, auf der graviert stand: „Für die Befreiung von Moskau von Geschwüren im Jahr 1771“.
Weder Orlow noch Jeropkin wagten es übrigens, die umstrittene Ikone zu entfernen. Die Bevölkerung gab auch in den folgenden Jahren Spenden in beträchtlicher Höhe.

### Reformen
Um der grassierenden Seuche Herr zu werden, wurde Moskau in 14 Sanitärbereiche unterteilt. Jedem Bereich wurde ein Arzt und ein Aufseher, oftmals ein Offizier, zugewiesen. An den Stadträndern wurden zusätzliche Krankenhäuser und Quarantänestationen eingerichtet. Orlow schuf Verbesserungen für die Krankenhäuser und Quarantäneeinrichtungen. Es gelang ihm, den Ruf der Krankenhäuser wiederherzustellen, so dass Kranke freiwillig die Spitäler aufsuchten. Die Kranken erhielten kostenloses Essen und Kleidung und nach der Entlassung bekamen sie eine finanzielle Entschädigung. Für erkrankte Mitglieder des Adels bot Orlow sein eigenes Haus an. Um die Pesttoten zu bergen, wurden die Bürger bezahlt, Männer erhielten 15, Frauen 10 Kopeken pro Tag. Bürger, die Hinweise auf in der Stadt verscharrte Leichen geben konnten, erhielten eine hohe Belohnung. Kaiserin Katerina schrieb nach der Unterdrückung der Revolte, dass mehr Frauen als Männer gestorben seien. Sie veranlasste, dass an jedem der Bestattungsorte außerhalb der Stadt eine Kirche errichtet wurde, für die notwendigen religiösen Bestattungsriten. Orlow ließ die Vorposten der Stadt stärken, um den Personenverkehr und den Im- und Export von Waren streng zu kontrollieren. Die Häuser, die von der Pest betroffen waren, wurden mit roten Kreuzen gekennzeichnet und mit Bohlen vernagelt. Plünderungen verlassener Häuser und Diebstähle wurde unter Todesstrafe gestellt.
Durch dieses Bündel von Maßnahmen gelang es, die Epidemie einzudämmen. Ab Oktober 1771 gingen die Todeszahlen stetig zurück, bis es im März 1772 noch 30 Pestopfer waren. Als langfristige und zukünftige Gegenmaßnahme wurden am 12. Oktober 1772 zwei Kommissionen gebildet: „Kommission gegen die Pest“ und „Kommission zur Ausführung“ (von Maßnahmen).
Eine wichtige Rolle spielten vor allem die Ärzte Schafonski und Samoilowitsch. Letzterer zeichnete seine Erkenntnisse über wirkungsvolle Desinfektion auf. Seine Schrift trug den Namen Studien über die Pest, die im Jahre 1771 das russische Reich am Boden zerstörte, vor allem die Hauptstadt Moskau, und welche Medikamente gefunden wurden, sie zu überwinden und die Mittel es zu verhindern. Sie wurde auf der ganzen Welt veröffentlicht und der Autor erhielt Ehrenbekundungen von zwölf ausländischen Akademien.